# Mariusz Rzętała
Mariusz Rzętała (ur. 1968 w Piastowie) – polski geograf, profesor nauk ścisłych i przyrodniczych, nauczyciel akademicki, autor książek popularyzatorskich i naukowych, podróżnik.

## Życiorys
Absolwent Wydziału Nauk o Ziemi Uniwersytetu Śląskiego w Katowicach, profesor nauk ścisłych i przyrodniczych w Instytucie Nauk o Ziemi Wydziału Przyrodniczego Uniwersytetu Śląskiego, od 2009 r. doktor habilitowany nauk o Ziemi w zakresie geografii, w latach 2011-2020 profesor nadzwyczajny w Katedrze Geografii Fizycznej Wydziału Nauk o Ziemi Uniwersytetu Śląskiego oraz profesor nadzwyczajny w Zakładzie Turystyki i Rekreacji Wydziału Pedagogicznego Uniwersytetu Humanistyczno-Przyrodniczego im. Jana Długosza w Częstochowie. Autor lub współautor ponad trzystu publikacji z zakresu hydrologii, limnologii, kształtowania i ochrony środowiska, geografii fizycznej i turystyki oraz redaktor i współredaktor wielu opracowań książkowych. Inspirator i realizator badań środowiska geograficznego, podróżnik, działacz na polu dydaktyki oraz popularyzacji wiedzy geograficznej i turystyczno-krajoznawczej. Uczestnik wielu wypraw naukowo-badawczych m.in. nad Bajkał, Zbiornik Bracki, w Sajany, na Półwysep Kamczatka, na Wyspę Wielkanocną, do Argentyny, Chin, Nowej Zelandii, Australii, Japonii, Islandii i USA. Opiekun naukowy Studenckiego Koła Naukowego Geografów Uniwersytetu Śląskiego, członek Polskiego Towarzystwa Limnologicznego, Polskiego Towarzystwa Geograficznego, Stowarzyszenia Geomorfologów Polskich oraz Stowarzyszenia Hydrologów Polskich.

## Publikacje

### Autorstwo lub współautorstwo monografii naukowych
- Zbiornik Poraj – charakterystyka fizycznogeograficzna (2000, ISBN 83-87431-30-3);
- Bilans wodny oraz dynamika zmian wybranych zanieczyszczeń zbiornika Dzierżno Duże w warunkach silnej antropopresji (2000, ISBN 83-226-1024-6);
- Aбразионно-аккумулятивные процессы в береговой зоне водохранилищ (на примере южного Приангарья и Силезской возвышенности) (2002, ISBN 83-87431-50-8);
- Zbiornik Kozłowa Góra – funkcjonowanie i ochrona na tle charakterystyki geograficznej i limnologicznej (2003, ISBN 83-919007-0-3);
- Zbiornik Dziećkowice – charakterystyka fizycznogeograficzna i rola w górnośląskim systemie wodno-gospodarczym(2004, ISBN 83-919007-1-1);
- Geomorphological processes in conditions of human impact – Lake Baikal, Southern part of the Angara valley, Silesian Upland (2004, ISBN 83-87431-65-6);
- Zbiornik Żywiecki – charakterystyka fizycznogeograficzna i znaczenie społeczno-gospodarcze (2005, ISBN 83-922610-0-3);
- Znaczenie zbiorników wodnych w kształtowaniu krajobrazu (na przykładzie kaskady jezior Pogorii) (2008, ISBN 978-83-60714-59-1, ISBN 978-83-61644-00-2)
- Funkcjonowanie zbiorników wodnych oraz przebieg procesów limnicznych w warunkach zróżnicowanej antropopresji na przykładzie regionu górnośląskiego (2008, ISBN 978-83-226-1809-7)
- Sedymentacja w strefie kontaktu wód rzecznych i jeziornych (na przykładzie zbiorników wodnych regionu górnośląskiego) (2009, ISBN 978-83-61644-02-6).

### Współautorstwo skryptów i podręczników akademickich
- Szczawnica i okolice – niektóre możliwości kształcenia w zakresie geografii (2001, ISBN 83-87431-37-0);
- Geografia fizyczna Polski w ćwiczeniach i pytaniach. Zestaw ćwiczeń dla studentów II roku geografii (2008, ISBN 978-83-226-1768-7, ISSN 1644-0552);
- Kształcenie terenowe w zakresie geografii i ochrony środowiska (na przykładzie Pienin) (2009, ISBN 978-83-61644-07-1).
- Przewodnik do ćwiczeń z geografii fizycznej województwa śląskiego. Zestaw ćwiczeń dla studentów II roku geografii (2011, ISBN 978-83-226-2003-8, ISSN 1644-0552);
- Globalne problemy środowiska przyrodniczego. Przewodnik do ćwiczeń dla studentów geografii i ochrony środowiska (2014, ISBN 978-83-8012-164-5).

### Współautorstwo książek popularno-naukowych
- Szczawnica i okolice – przyroda i człowiek (2002, ISBN 83-91701-90-5);
- Polska. Najpiękniejsze akweny i wodospady(2004, ISBN 83-7183-302-4);
- Natural and human environment of Poland. A geographical overview (2006, ISBN 83-87954-68-3);
- Skarby natury w Polsce (2007, ISBN 978-83-718-3436-3);
- Polskie akweny i wodospady (2008, ISBN 978-83-7183-600-8);
- Skarby natury w Polsce (2008, ISBN 978-83-718-357-59);
- Polska, jej zasoby i środowisko (2009, ISBN 978-83-61865-01-8);
- Polskie akweny i wodospady. Zaproszenie do podróży (2012, ISBN 978-83-7738-249-3);
- Skarby natury w Polsce (2012, ISBN 978-83-7738-247-9).

## Redakcja naukowa książek
- Geografia w kształtowaniu i ochronie środowiska oraz transformacji gospodarczej regionu górnośląskiego. Tom 1. Obrady plenarne (1998, ISBN 83-8743-10-87);
- Geografia w kształtowaniu i ochronie środowiska oraz transformacji gospodarczej regionu górnośląskiego. Tom 2. Referaty, komunikaty, postery (1998, ISBN 83-8743-10-87);
- Geografia w kształtowaniu i ochronie środowiska oraz transformacji gospodarczej regionu górnośląskiego. Tom 3. Przewodnik sesji terenowych (1998, ISBN 83-8743-10-79);
- Geografia w kształtowaniu i ochronie środowiska oraz transformacji gospodarczej regionu górnośląskiego. Tom 4. Historia Polskiego Towarzystwa Geograficznego. Postery (1998, ISBN 83-8743-10-60);
- Przyroda – scenariusze zajęć lekcyjnych dla klas IV-VI szkoły podstawowej. Tom 1. (1999, ISBN 83-87431-17-6);
- Przyroda – scenariusze zajęć lekcyjnych dla klas IV-VI szkoły podstawowej. Tom 2. (1999, ISBN 83-87431-25-7);
- Górnośląsko-ostrawski region przemysłowy : wybrane problemy ochrony i kształtowania środowiska  (1999, ISBN 83-87431-15-X);
- Man and landscape (Человек и ландшафт) (2001, ISBN 83-87431-24-9);
- Przyroda – scenariusze zajęć lekcyjnych dla klas IV-VI szkoły podstawowej. Tom 3. (2001, ISBN 83-87431-31-1);
- Przyroda – scenariusze zajęć lekcyjnych dla klas IV-VI szkoły podstawowej. Tom 4. (2001, ISBN 83-87431-35-4);
- Przyroda – scenariusze zajęć lekcyjnych dla klas IV-VI szkoły podstawowej. Tom 5. (2002, ISBN 83-87431-42-7);
- Przyroda – scenariusze zajęć lekcyjnych dla klas IV-VI szkoły podstawowej. Tom 6. (2002, ISBN 83-87431-49-4);
- Problemy geoekologiczne górnośląsko-ostrawskiego regionu przemysłowego (2003, ISBN 83-87431-57-5);
- Człowiek i woda (2003, ISBN 83-91829-64-2);
- Jeziora i sztuczne zbiorniki wodne: funkcjonowanie, rewitalizacja i ochrona = Lakes and artificial water reservoirs : functioning, revitalization and protection (2004, ISBN 83-87431-62-1);
- Jeziora i sztuczne zbiorniki wodne: procesy przyrodnicze oraz znaczenie społeczno-gospodarcze = Lakes and artificial water reservoirs : natural processes and socio-economic importance (2005, ISBN 83-87431-71-0);